# Allaman
Allaman est une commune suisse du canton de Vaud, située dans le district de Morges, au bord du lac Léman.

## Géographie

Vue aérienne (1946).

Le village se trouve au bord du Léman, sur la rive droite de l'Aubonne.
Le territoire d'Allaman s'étend sur 2,6 km2. Lors du relevé de 2013-2018, les surfaces d'habitations et d'infrastructures représentaient 23,1 % de sa superficie, les surfaces agricoles 58,1 %, les surfaces boisées 17,3 % et les surfaces improductives 1,2 %.

## Toponymie
Allaman correspondrait à l’adjectif « alaman(d) ». Il désignerait ainsi un lieu habité par un certain A(l)lamandus, Alamannus ou Alamant ou par un individu de langue alémanique.

## Histoire
Une famille de ministériaux dits d'Allaman est attestée en 1219[réf. nécessaire]. La seigneurie d'Allaman, dont l'histoire est étroitement associée à celle de son château, était deux fois plus grande que la commune actuelle, puisqu'elle s'étendait aussi au territoire de Buchillon[réf. nécessaire]. Le château d'Aubonne, incendié en 1530, rénové en 1723, contrôlait le franchissement de l'Aubonne par la route du bord du lac entre Genève et Lausanne. Les seigneurs d'Allaman, détenteurs à partir de 1326 de la haute juridiction, partageaient la seigneurie d'Allaman avec les coseigneurs d'Aubonne qui possédaient le second château d'Allaman ou château Rochefort  domaine viticole de la ville de Lausanne depuis 1838). 
Aubonne fait partie du bailliage de Morges sous le régime bernois, puis du district d'Aubonne à partir de 1798.

## Population et société

### Gentilé et surnom
Les habitants de la commune se nomment les Allamanais.
Ils sont surnommés les Brigands, le bois de la commune ayant mauvaise réputation.

### Démographie

#### Évolution de la population
Allaman compte 424 habitants au 31 décembre 2022 pour une densité de population de 163 hab/km2. Sur la période 2010-2019, sa population a augmenté de 15,1 % (canton : 12,9 % ; Suisse : 9,4 %).  

#### Pyramide des âges
En 2020, le taux de personnes de moins de 30 ans s'élève à 32,8 %, au-dessous de la valeur cantonale (35 %). Le taux de personnes de plus de 60 ans est quant à lui de 23,7 %, alors qu'il est de 21,9 % au niveau cantonal.
La même année, la commune compte 224 hommes pour 218 femmes, soit un taux de 50,7 % d'hommes, supérieur à celui du canton (49,1 %).
| Hommes | Classe d’âge | Femmes |
| ------ | ------------ | ------ |
| 0,0    | 90 ans ou +  | 1,8    |
| 5,4    | 75 à 89 ans  | 9,6    |
| 19,6   | 60 à 74 ans  | 11,0   |
| 20,5   | 45 à 59 ans  | 24,8   |
| 22,3   | 30 à 44 ans  | 19,3   |
| 19,6   | 15 à 29 ans  | 17,0   |
| 12,5   | - de 14 ans  | 16,5   |

| Hommes | Classe d’âge | Femmes |
| ------ | ------------ | ------ |
| 0,5    | 90 ans ou +  | 1,4    |
| 6,1    | 75 à 89 ans  | 8,2    |
| 13,3   | 60 à 74 ans  | 14,3   |
| 21,5   | 45 à 59 ans  | 21,2   |
| 22,0   | 30 à 44 ans  | 21,4   |
| 19,6   | 15 à 29 ans  | 18,0   |
| 16,9   | - de 14 ans  | 15,5   |

## Culture et patrimoine

### Monuments et curiosités
- L'église réformée (Saint-Jean-Baptiste) est citée dès 1344. Elle possède un clocher antérieur à 1412. Le chœur a été reconstruit peu après 1481. Une chapelle Notre-Dame a été accolée au nord, vers 1468. D'importantes réparations ont été réalisées en 1740, puis une restauration en 1935[10]. Classée monument historique en 1954[11], on remarquera les fenêtres du chœur et les chapelles latérales de style gothique tardif.
- La commune compte une imposante demeure seigneuriale. Voir le Château d'Allaman. Cet édifice remonte aux XVe-XVIe siècles et a été transformé au XVIIIe siècle. Il comporte deux ailes perpendiculaires et une massive tour carrée à l'angle sud-ouest. Du côté cour, on peut voir une façade baroque à arcades.
- La maison forte de Rochefort tire son nom de la famille de Menthon, seigneurs de Rochefort et coseigneurs d'Aubonne, dont les droits s'étendaient sur une grande partie du territoire d'Allaman. Le notaire Louis Challet fait construire cette demeure avant 1515. Elle est léguée en 1838 à la Bourse des Pauvres de Lausanne[10]. Classée monument historique en 1960[12], il s'agit d'une maison forte à tour ronde probablement d'origine médiévale.
- La commune compte également d'intéressantes maisons de maîtres, comme La Gordanne, Verex et La Pêcherie, ainsi qu'un imposant viaduc et une pierre milliaire[10].

### Personnalités
Le compositeur suisse Pierre Maurice est né à Allaman le 13 novembre 1868.

### Héraldique
| Armes d'Allaman | Les armes de la commune d'Allaman se blasonnent ainsi : De sinople à trois fasces ondées d’argent. |